# 보틀 가든

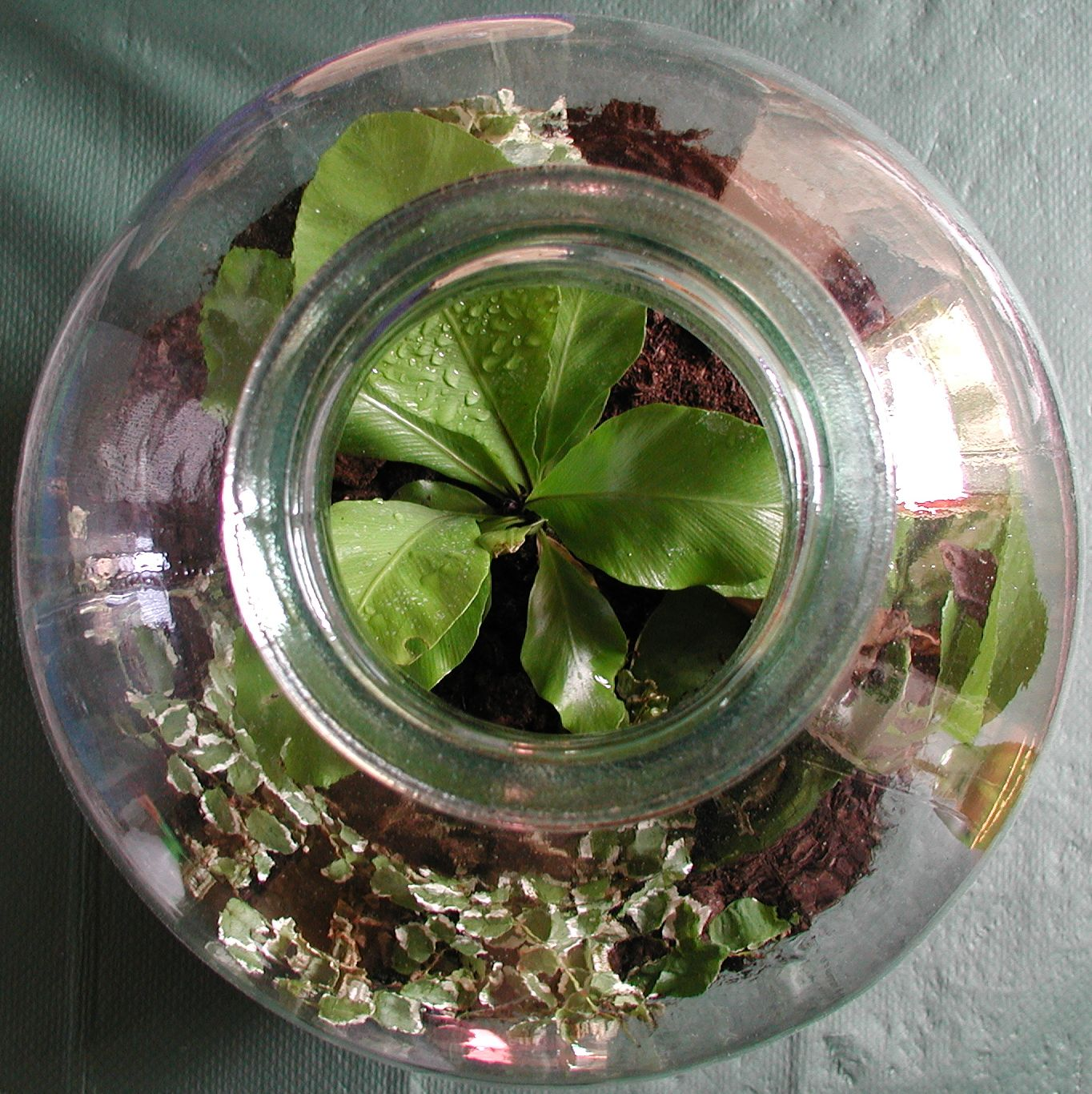
위에서 본 개방된 보틀 가든

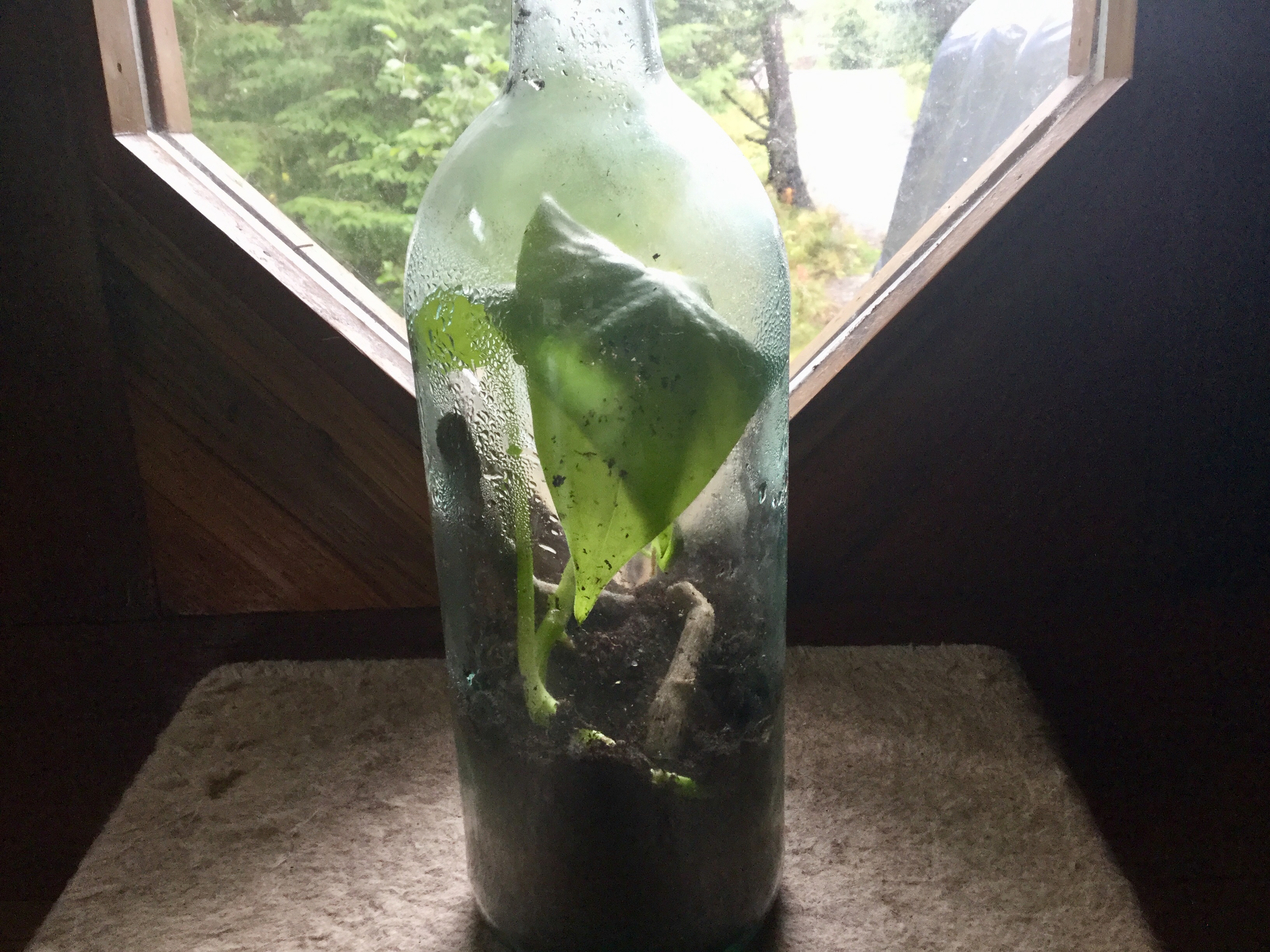

보틀 가든(bottle garden)은 식물이 자라는 일종의 폐쇄형 테라리움이다. 일반적으로 목이 좁고 입구가 작은 플라스틱 병 또는 유리병으로 구성된다. 식물은 외부 환경에 거의 또는 전혀 노출되지 않은 상태에서 병 안에서 자라며 조명이 적절하다면 병 안에 무기한으로 보관될 수 있다. 현존하는 가장 오래된 보틀 가든은 1960년에 심어진 것으로 알려져 있으며, 1972년부터 적어도 2013년까지 봉인된 상태로 남아 있었다.

## 용도
보틀 가든은 일반적으로 장식의 한 형태로 사용되거나 파티오나 고층 아파트와 같이 공간이 거의 없는 지역의 대체 정원으로 사용된다. 만들고 유지하기 쉬운 보틀 가든은 교실 내에서 소형 생태계를 연구하는 경제적인 방법으로 학교에서도 사용된다. 또한 제어 메커니즘으로 사용하여 병의 내부 환경을 효과적으로 제어하고 외부 자극으로부터 격리할 수 있다. 보틀 가든은 또한 건조 지역과 물이 부족한 지역의 야채 생산에 사용되어 물을 다른 용도로 절약할 수 있다.

## 같이 보기
- 생물권
- 비오톱